# حمله به ریوکیو
حمله به ریوکیو به هجوم نظامی دایمیوی قلمروی ساتسومای ژاپن، به پادشاهی ریوکیو در سال ۱۶۰۹ اشاره دارد.